# Symbrenthia thimo
Symbrenthia thimo är en fjärilsart som beskrevs av Hans Fruhstorfer 1907. Symbrenthia thimo ingår i släktet Symbrenthia och familjen praktfjärilar. Inga underarter finns listade i Catalogue of Life.